# 위맹
위맹(韋孟, ? ~ ?)은 전한 전기의 관료이다. 《한서》에는 이름자로 보이는 위(圍)라고만 기록되어 있으나, 본서에서는 성과 이름이 완전히 기록된 《한기》의 기록을 따른다.

## 행적
정위·어사대부를 역임하였다.
위맹 이후 어사대부가 공석이 되었을 때, 문제는 하동수 계포를 임명하려 하였으나, 그가 술을 많이 마신다는 이야기를 듣고 임지로 돌려보냈다.

## 출전
- 반고, 《한서》 권19하 백관공경표 下
- 순열, 《한기》 효문황제기 上 제6

| 전임 두염 | 전한의 정위 기원전 181년 ~ 기원전 179년? | 후임 오공 |

| 전임 장창 | 전한의 어사대부 기원전 176년 정월 ~ 기원전 174년? | 후임 풍경 |